# Lijst van gemeentelijke monumenten in Zaandam
De plaats Zaandam, onderdeel van de gemeente Zaanstad, kent 83 gemeentelijke monumenten. Hieronder een overzicht.
| Object                                                                                       | Bouwjaar              | Architect                | Locatie                                                               | Coördinaten                   | Nr.        | Afbeelding                                                                                   |
| -------------------------------------------------------------------------------------------- | --------------------- | ------------------------ | --------------------------------------------------------------------- | ----------------------------- | ---------- | -------------------------------------------------------------------------------------------- |
| Fabrieksschoorsteen                                                                          |                       |                          | ´t Kalf 11                                                            | 52° 27' 49" NB, 4° 48' 58" OL | 0479/WN107 | Upload foto                                                                                  |
| Houten woonhuis (onderdeel voorm. cacaofabriek)                                              |                       |                          | ´t Kalf 23-25                                                         | 52° 28' 3" NB, 4° 49' 23" OL  | 0479/WN108 | Upload foto                                                                                  |
| Pastorie bij H. Maria Magdalenakerk (´Kalverkerk´)                                           |                       |                          | ´t Kalf 160                                                           | 52° 28' 13" NB, 4° 49' 49" OL | 0479/WN109 | Pastorie bij H. Maria Magdalenakerk (´Kalverkerk´)                                           |
| R.-k. H. Maria Magdalenakerk (´Kalverkerk´)                                                  |                       |                          | ´t Kalf 162                                                           | 52° 28' 13" NB, 4° 49' 49" OL | 0479/WN110 | Meer afbeeldingen                                                                            |
| Kosterswoning                                                                                | 1906                  | Jan Jansonius            | Botenmakersstraat 112                                                 | 52° 26' 29" NB, 4° 48' 60" OL | 0479/WN111 | Upload foto                                                                                  |
| Evangelisatiegebouw en Strümphler orgel                                                      | 1906                  | Jan Jansonius            | Botenmakersstraat 114                                                 | 52° 26' 29" NB, 4° 48' 59" OL | 0479/WN112 | Upload foto                                                                                  |
| Vml. postkantoor met voorm. Directeurswoning                                                 |                       |                          | Dam 7b-7c-9                                                           | 52° 26' 21" NB, 4° 49' 28" OL | 0479/WN113 | Upload foto                                                                                  |
| Voorm. winkel, later café ´Het Wapen van Friesland´                                          |                       |                          | Dam 28                                                                | 52° 26' 21" NB, 4° 49' 26" OL | 0479/WN114 | Upload foto                                                                                  |
| Stadsvilla                                                                                   |                       |                          | Dam 34                                                                | 52° 26' 20" NB, 4° 49' 26" OL | 0479/WN115 | Upload foto                                                                                  |
| Stolpboerderij met woonhuis en kapschuur (Haaldersbroek)                                     |                       |                          | Haaldersbroekerdwarsstraat (later gesplitst Leeghwaterweg 1 20 erbij) |                               | 0479/WN118 | Upload foto                                                                                  |
| Houten woonhuis en pannenkapberg (Haaldersbroek)                                             |                       |                          | Haaldersbroekerdwarsstraat 3                                          | 52° 28' 23" NB, 4° 49' 37" OL | 0479/WN119 | Upload foto                                                                                  |
| Stolpboerderij                                                                               |                       |                          | Hanenpad 24                                                           | 52° 26' 3" NB, 4° 50' 6" OL   | 0479/WN120 | Upload foto                                                                                  |
| Voorm. smederij, nu proeflokaal/café 'Black Smith'                                           |                       |                          | Hogendijk 46                                                          | 52° 26' 16" NB, 4° 49' 26" OL | 0479/WN143 | Voorm. smederij, nu proeflokaal/café 'Black Smith'                                           |
| Houten ophaalbrug 'Kattegat'                                                                 |                       |                          | Houthavenkade                                                         | 52° 26' 7" NB, 4° 49' 17" OL  | 0479/WN144 | Meer afbeeldingen                                                                            |
| Houten huis ´d´Soete Inval´                                                                  |                       |                          | Klauwershoek 4                                                        | 52° 26' 25" NB, 4° 49' 37" OL | 0479/WN147 | Upload foto                                                                                  |
| Ombouwde roedenhooiberg                                                                      | 1860                  |                          | Klokbaai 94                                                           | 52° 26' 34" NB, 4° 48' 56" OL | 0479/WN148 | Ombouwde roedenhooiberg                                                                      |
| Houten dubbelwoonhuis                                                                        |                       |                          | Konijnenpad 8-10                                                      | 52° 26' 49" NB, 4° 49' 24" OL | 0479/WN149 | Upload foto                                                                                  |
| Voorm. Sportfondsenbad Zaanland                                                              |                       |                          | Mauvestraat 162                                                       | 52° 26' 56" NB, 4° 48' 41" OL | 0479/WN155 | Voorm. Sportfondsenbad Zaanland                                                              |
| Houten wagenhuis met stenen voorgevel (Verkade)                                              |                       |                          | Ooievaarstraat 12                                                     | 52° 26' 46" NB, 4° 49' 5" OL  | 0479/WN156 | Upload foto                                                                                  |
| Voorm. kantoor Gemeentelijke Electriciteits Werken                                           |                       |                          | Oostkade 26-32, 27-31                                                 | 52° 26' 22" NB, 4° 49' 34" OL | 0479/WN157 | Upload foto                                                                                  |
| Houten woonhuis met stenen voorgevel                                                         |                       |                          | Oostzijde 19                                                          | 52° 26' 29" NB, 4° 49' 34" OL | 0479/WN158 | Upload foto                                                                                  |
| Pakhuis ´Zaandam´                                                                            |                       |                          | Oostzijde 153                                                         | 52° 26' 49" NB, 4° 49' 22" OL | 0479/WN159 | Pakhuis ´Zaandam´                                                                            |
| Voorm. stoomrijstpellerij ´de Phenix´ (Meypro)                                               |                       |                          | Oostzijde 153-155                                                     | 52° 26' 50" NB, 4° 49' 20" OL | 0479/WN160 | Voorm. stoomrijstpellerij ´de Phenix´ (Meypro)                                               |
| Kantoorgebouwen Meypro                                                                       |                       |                          | Oostzijde 155                                                         | 52° 26' 50" NB, 4° 49' 20" OL | 0479/WN161 | Upload foto                                                                                  |
| Voorm. pastorie                                                                              |                       |                          | Oostzijde 157                                                         | 52° 26' 50" NB, 4° 49' 22" OL | 0479/WN162 | Upload foto                                                                                  |
| Monsterkamer                                                                                 |                       |                          | Oostzijde 157b                                                        | 52° 26' 50" NB, 4° 49' 22" OL | 0479/WN163 | Upload foto                                                                                  |
| Beschuit- en koekfabriek Hille met schoorsteen                                               |                       |                          | Oostzijde 289-291                                                     | 52° 27' 17" NB, 4° 48' 51" OL | 0479/WN164 | Upload foto                                                                                  |
| Schoorsteen                                                                                  |                       |                          | Oostzijde, achter 367                                                 |                               | 0479/WN165 | Upload foto                                                                                  |
| Voorm. volksbadhuis                                                                          | 1899                  | J.C. Francken Jzn        | Parkstraat 25                                                         | 52° 26' 38" NB, 4° 49' 0" OL  | 0479/WN166 | Voorm. volksbadhuis                                                                          |
| Complex voormalige Bruynzeel's Schaverij NV                                                  |                       | Jan Wils                 | Stormhoek 45 (hallen 6-10 en F)                                       |                               | 0479/WN167 | Complex voormalige Bruynzeel's Schaverij NV                                                  |
| Complex voormalige Bruynzeel's Deurenfabriek NV                                              |                       |                          | Pieter Ghijsenlaan 14 (hallen 12-16)                                  |                               | 0479/WN168 | Upload foto                                                                                  |
| Complex voormalige Bruynzeel's Schaverij NV                                                  |                       |                          | Pieter Ghijsenlaan 20 ((hallen 31, 32, 33 en 51)                      |                               | 0479/WN169 | Upload foto                                                                                  |
| Schoorsteen Norit n.v.                                                                       |                       |                          | Pieter Ghijssenlaan 42                                                | 52° 25' 21" NB, 4° 49' 30" OL | 0479/WN170 | Upload foto                                                                                  |
| Houten voorm. winkelwoonhuis (en achtergelegen paardenstal)                                  |                       |                          | Rustenburg 5                                                          | 52° 26' 11" NB, 4° 49' 7" OL  | 0479/WN171 | Houten voorm. winkelwoonhuis (en achtergelegen paardenstal)                                  |
| Houten woonhuis                                                                              |                       |                          | Schiermonnikoog 2                                                     | 52° 27' 19" NB, 4° 48' 40" OL | 0479/WN172 | Upload foto                                                                                  |
| Voorm. r.-k. jongensschool                                                                   |                       |                          | Jan Sijbrandsteeg 12                                                  | 52° 26' 27" NB, 4° 49' 31" OL | 0479/WN173 | Upload foto                                                                                  |
| Conciërgewoning en vrijmetselaarsloge 'Anna Paulowna'                                        | 1883                  | J. en D. Eilmann         | Stationsstraat 59-61                                                  | 52° 26' 26" NB, 4° 49' 8" OL  | 0479/WN174 | Upload foto                                                                                  |
| Voorm. woonhuis houthandelaar S.H. mz Kamphuis                                               | 1890                  | Gerrit van der Koogh     | Stationsstraat 92                                                     | 52° 26' 25" NB, 4° 49' 1" OL  | 0479/WN175 | Upload foto                                                                                  |
| Stenen woonhuis (onderdeel drie-onder-één kap)                                               |                       |                          | Stationsstraat 94                                                     | 52° 26' 25" NB, 4° 49' 0" OL  | 0479/WN176 | Upload foto                                                                                  |
| Stolpboerderij                                                                               |                       |                          | Stuurmanspad 2                                                        | 52° 26' 43" NB, 4° 49' 5" OL  | 0479/WN177 | Upload foto                                                                                  |
| Voorm. woonvilla C. Joh. Kieviet (schrijver Dik Trom-boeken)                                 | 1910                  | J.C. Francken jr.        | Vaartkade 20                                                          | 52° 26' 31" NB, 4° 48' 57" OL | 0479/WN178 | Upload foto                                                                                  |
| Voorm. woonhuis Cornelis Kamphuijs (directeur gelijknamige stoomrijstpellerij aan Oostzijde) |                       |                          | Westzijde 22                                                          | 52° 26' 26" NB, 4° 49' 24" OL | 0479/WN179 | Voorm. woonhuis Cornelis Kamphuijs (directeur gelijknamige stoomrijstpellerij aan Oostzijde) |
| Villa, voorm. woonhuis en werkplaats H.W. Flentrop, orgelbouwer                              | 1899                  | Gerrit van der Koogh     | Westzijde 57                                                          | 52° 26' 37" NB, 4° 49' 14" OL | 0479/WN180 | Upload foto                                                                                  |
| Houten dubbelwoonhuis (twee etages)                                                          | derde kwart 19de eeuw |                          | Westzijde 187-189                                                     | 52° 27' 3" NB, 4° 49' 7" OL   | 0479/WN181 | Upload foto                                                                                  |
| Voorm. bedieningshuisje Papenpadsluis                                                        | 1860                  |                          | Westzijde 214                                                         | 52° 26' 52" NB, 4° 49' 11" OL | 0479/WN182 | Upload foto                                                                                  |
| Papenpadsluis                                                                                | 1727                  |                          | Westzijde 214-216 ,tussen                                             |                               | 0479/WN183 | Upload foto                                                                                  |
| Houten woonhuis                                                                              |                       |                          | Westzijde 242                                                         | 52° 26' 55" NB, 4° 49' 11" OL | 0479/WN184 | Upload foto                                                                                  |
| Stenen winkelwoonhuis (voorm. drogisterij) met stenen pakhuis aan de Zaan                    |                       |                          | Westzijde 402                                                         | 52° 27' 12" NB, 4° 48' 49" OL | 0479/WN185 | Upload foto                                                                                  |
| Voorm. sluismeesterswoning Wilhelminasluis                                                   |                       |                          | Wilhelminastraat 6                                                    | 52° 26' 22" NB, 4° 49' 35" OL | 0479/WN186 | Upload foto                                                                                  |
| Woonhuis                                                                                     | 19de eeuw             | L. Molenaar, P. Molenaar | Zeemansstraat 7                                                       | 52° 26' 27" NB, 4° 49' 18" OL | 0479/WN187 | Upload foto                                                                                  |

## Hembrug
Het Hembrugterrein kent 20 gemeentelijke monumenten. Zie lijst van gemeentelijke monumenten in Hembrug.

## Zaanse Schans
De Zaanse Schans kent 11 gemeentelijke monumenten. Zie Lijst van gemeentelijke monumenten op de Zaanse Schans.